# Chim sâu mỏ lớn
Chim sâu mỏ lớn hay chim sâu mỏ dày (danh pháp hai phần: Dicaeum agile) là một loài chim lá thuộc chi Dicaeum trong họ Chim sâu. Loài này phân bố ở khu vực nhiệt đới nam châu Á từ Ấn Độ đến Indonesia và Timor.

## Hình ảnh

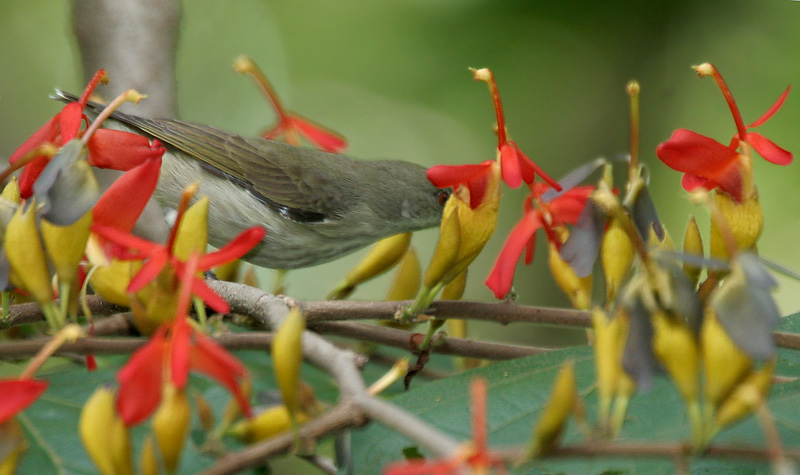
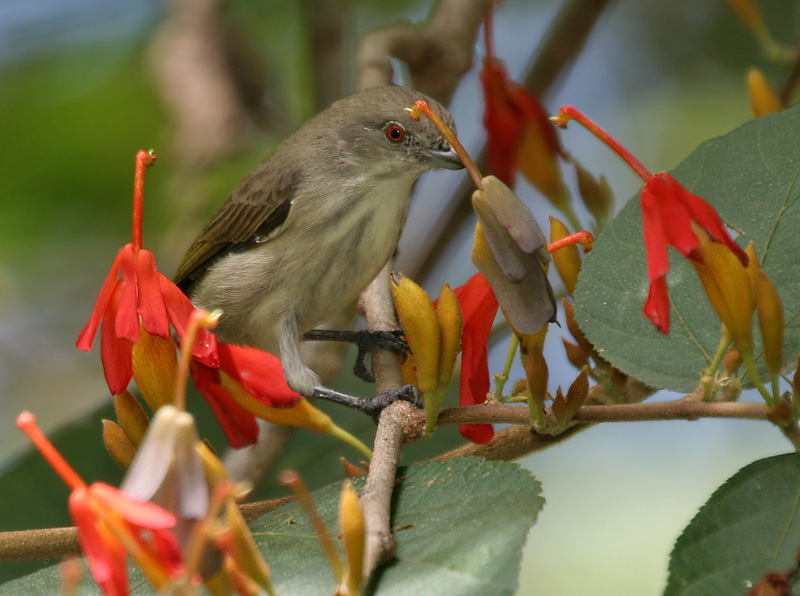
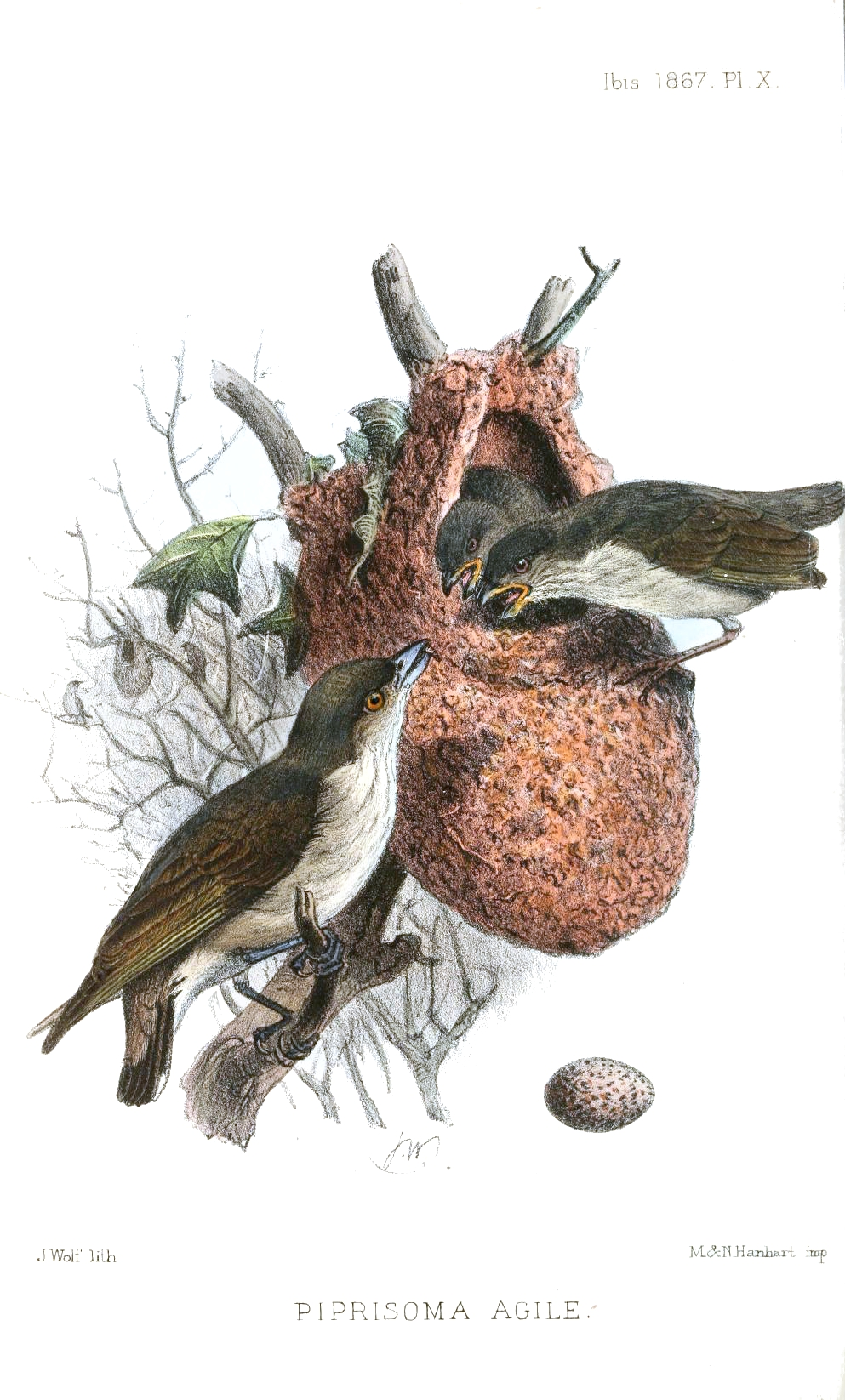